# ギョズテ・ユルマズ
ギョズデ・ユルマズ（Gözde Yılmaz、女性、1991年9月9日 - ）は、トルコの女子バレーボール選手。トルコ代表。

## 来歴
ジュニアのクラブを経て2006年からプロとしてのキャリアをスタートさせる。2007年にメキシコで開催されたユース世界選手権で銀メダルを獲得した。同年からトルコリーグの強豪エジザージュバシュに加入し、2007-08、2011-12シーズンでトルコリーグで優勝した。
2013年、トルコ代表に初選出される。2014年のヨーロッパリーグで金メダルを獲得した。2015年5月に行われた世界クラブ選手権で優勝した。同年のモントルーバレーマスターズで初優勝を果たした。

## 球歴
- ワールドグランプリ - 2015年
- ヨーロッパリーグ - 2014年

## 所属クラブ
- TED Ankara Kolejliler（2006-2007年）
- エジザージュバシュ（2007-2009年）
- Yeşilyurt（2009-2010年）
- エジザージュバシュ（2010-2013年）
- サリエル・ベレディイェスポル（2013-2014年）
- エジザージュバシュ（2014-2015年）
- FVブスト・アルシーツィオ（2015-2016年）
- エジザージュバシュ（2016-2019年）
- ワクフバンク（2019-2021年）
- Karayolları SK（2021年）
- エジザージュバシュ（2021-2022年）
- Radomka Radom（2022-2023年）